# متحف بيت حسين جافيد
متحف بيت حسين جافيد(بالأذرية: Hüseyn Cavidin Ev Muzeyi) هو معهد للبحث العلمي مدمج في قسم العلوم بالأكاديمية الوطنية للعلوم في أذربيجان.
تم افتتاح المتحف في 21 يوليو، عام 1981.

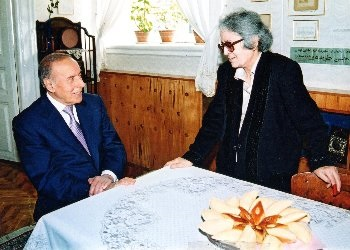
شارك الرئيس السابق لجمهورية أذربيجان حيدر علييف في افتتاح المتحف

## تاربخ المتحف
تم إنشاء متحف البيت بهدف إدامة وتعزيز حياة ونشاط الفيلسوف والكاتب المسرحي حسين جافيد تحت قيادة حيدر علييف. تم النظر في افتتاح هذا المتحف وفقًا لمرسوم «الذكرى المئوية لحسين جافيد» من قبل اللجنة المركزية للحزب الشيوعي الأذربيجاني في 21 يوليو 1981. وفقًا لقرار مجلس وزراء جمهورية أذربيجان رقم 160 بتاريخ 10 يوليو 1995، تم إنشاء متحف بيت حسين جافيد التابع لأكاديمية العلوم الأذربيجانية.